# Azeglio Vicini
Azeglio Vicini (20. březen 1933 Cesena, Italské království – 30. leden 2018 Brescia, Itálie) byl italský fotbalista a trenér. Jako trenér vedl Itálii na 1988 i MS 1990.
Jako fotbalista hrál 12 let ve Vicenze, Sampdorii a Brescii. Nejlepšího umístění v lize obsadil 4. místa v sezoně 1960/61. Kariéru ukončil v roce 1966.
Jako trenér zejména když v letech 1986 až 1991 vedl italskou reprezentaci. Získal s ní dva bronzy, na ME 1988 a na domácím MS 1990. Předtím dlouhá léta (1977–1986) vedl italskou jednadvacítku, kterou v roce 1986 přivedl k zisku stříbrné medaile na ME U21. Trénoval též Bresciu (1967–1968), Cesenu (1992–1993) a Udinese (1993–1994). Jeho reputace a obliba jakožto trenéra spočívala v tom, že oslabil tradiční italský důraz na obrannou hru a prosadil více ofenzivní styl. V roce 1991 mu byl udělen Řád zásluh o Italskou republiku.

## Hráčská statistika
| Sezóna  | Klub      | Liga    | Liga   | Liga | Ligové poháry | Ligové poháry | Ligové poháry | Kontinentální poháry | Kontinentální poháry | Kontinentální poháry | Celkem | Celkem |
| Sezóna  | Klub      | Soutěž  | Zápasy | Góly | Soutěž        | Zápasy        | Góly          | Soutěž               | Zápasy               | Góly                 | Zápasy | Góly   |
| ------- | --------- | ------- | ------ | ---- | ------------- | ------------- | ------------- | -------------------- | -------------------- | -------------------- | ------ | ------ |
| 1953/54 | Vicenza   | Serie B | 11     | 2    | -             | 0             | 0             | -                    | 0                    | 0                    | 11     | 2      |
| 1954/55 | Vicenza   | Serie B | 17     | 6    | -             | 0             | 0             | -                    | 0                    | 0                    | 17     | 6      |
| 1955/56 | Vicenza   | Serie A | 25     | 0    | -             | 0             | 0             | -                    | 0                    | 0                    | 25     | 0      |
| 1956/57 | Sampdoria | Serie A | 29     | 3    | -             | 0             | 0             | -                    | 0                    | 0                    | 29     | 3      |
| 1957/58 | Sampdoria | Serie A | 25     | 1    | IP            | 3             | 0             | -                    | 0                    | 0                    | 28     | 1      |
| 1958/59 | Sampdoria | Serie A | 34     | 1    | IP            | 1             | 0             | -                    | 0                    | 0                    | 35     | 1      |
| 1959/60 | Sampdoria | Serie A | 32     | 1    | IP            | 2             | 0             | -                    | 0                    | 0                    | 34     | 1      |
| 1960/61 | Sampdoria | Serie A | 27     | 0    | IP            | 1             | 0             | Stř.P                | 3                    | 0                    | 31     | 0      |
| 1961/62 | Sampdoria | Serie A | 32     | 0    | IP            | 0             | 0             | -                    | 0                    | 0                    | 32     | 0      |
| 1962/63 | Sampdoria | Serie A | 11     | 0    | IP            | 2             | 0             | Vel.P                | 2                    | 0                    | 15     | 0      |
| 1963/64 | Brescia   | Serie B | 34     | 2    | IP            | 0             | 0             | Int.                 | 6                    | 0                    | 40     | 2      |
| 1964/65 | Brescia   | Serie B | 22     | 1    | IP            | 1             | 0             | -                    | 0                    | 0                    | 23     | 1      |
| Celkem  | Celkem    | Celkem  | 295    | 17   | -             | 10            | 0             | -                    | 11                   | 0                    | 320    | 17     |

## Hráčské úspěchy

### Klubové
- 2× vítěz 2. italské ligy (1954/55, 1964/65)

## Trenérská statistika

### Reprezentační
| 1986–1987 | Itálie | Kvalifikace ME 1988 | 1. místo ve skupině | 8  | 6  | 1  | 1 |
| 1988      | Itálie | ME 1988             | Bronzová medaile    | 4  | 2  | 1  | 1 |
| 1990      | Itálie | MS 1990             | Bronzová medaile    | 7  | 6  | 1  | 0 |
| 1990–1991 | Itálie | Kvalifikace ME 1992 | 2. místo ve skupině | 6  | 2  | 3  | 1 |
| 1977–1986 | Itálie | přátelské utkání    | -                   | 29 | 16 | 9  | 4 |
| Celkem    | Celkem | Celkem              | Celkem              | 54 | 32 | 15 | 7 |

## Trenérské úspěchy

### Reprezentační
- 1x na MS (1990 – bronz)
- 1x na ME (1988 – bronz)
- 5x na ME U21 (1978, 1980, 1982, 1984 – bronz, 1986 – stříbro)

### Individuální
- Nejlepší trenér Itálie (1986)

### Vyznamenání
Řád zásluh o Italskou republiku (30. září 1991) z podnětu Prezidenta Itálie 